# 은사권
은사권(Royal prerogative of mercy)은 영국왕의 사면권을 말한다. 국왕의 대권행위(Royal prerogative)의 하나이다.

## 역사
영국왕의 은사권은 원래 사형 선고를 철회할 것을 영국왕이 허가하는 것을 말했다. 그러나 현재는 어떤 형벌 종류의 형벌도 철회하는 것을 말한다.

## 사면에 관한 법언
- 사면 없는 법은 불법 (독일 법언)
- 사면은 법의 편에 선다 (독일 법언)
- 특별한 성질을 가진 정법에의 수단 (라드부르흐)
- 법의 안전판 (예링)
- 대권(Royal prerogative) 가운데서도 가장 음흉한 것 (칸트)
- 사면은 군주의 모든 권한 속에서 가장 애매한 것 (베레이카)
- 사면은 바른 법의 활동 (슈탐러)
- 사면은 세계에서 법보다도 더 깊은 원천에서 공급되어 법보다도 높은 곳에 도달하는 가치있는 것의 상징 (라드부르흐)

## 같이 보기
- 대권행위
- 통치행위
- 사면권